# Francisco Remón
Francisco Remón foi um frei franciscano espanhol que nasceu no dia 22 de setembro de 1890 em Teruel na Espanha. Durante a Guerra Civil Espanhola, ele foi morto em 1936 em Granollers, juntamente com os freis Alfonso Lopez, Modesto Vegas, Dionisio Vicente, Pedro Rivera e Miguel Remón. O Papa João Paulo II em 2001, aprovou a sua beatificação, juntamente com 233 mártires.

## Biografia

### Vida e Martírio
Francisco Remón nasceu no dia 22 de setembro de 1890 em Caudé-Teruel na Espanha. Na juventude, entrou na Ordem dos Frades Menores Conventuais na Granollers e depois foi enviado para Assis na Itália para estudar filosofia e teologia.
Depois de completar o noviciado anual, fez os votos temporários e os votos perpétuos em 1916 como irmão leigo e assumiu o serviço de sacristão na Basílica de São Francisco de Assis. Ele cultivou a tradição de construir presépios de Natal com arte. Em 1935, regressou ao convento de Granollers, onde se tornou porteiro e sacristão. Durante a eclosão da perseguição religiosa da Guerra Civil Espanhola, foi preso e diante das torturas sofridas, sofreu duras hemorragias. Em 31 de julho foi preso e baleado e martirizado numa vala comum do cemitério de La Roca del Valles.

### Beatificação
Após a mortes dos religiosos conventuais, o bispo da Arquidiocese de Barcelona iniciou o processo de beatificação no dia 15 de outubro de 1953. Depois disto, o Papa João Paulo II aprova o seu martírio no dia 26 de março de 1999 e no dia 11 de março de 2001 beatifica 233 mártires, entre eles, os da Ordem Franciscana:
- Frei Alfonso Lopez
- Frei Modesto Vegas
- Frei Dionisio Vicente
- Frei Pedro Rivera
- Frei Miguel Remón